# Bruno Ribeiro
Bruno Miguel Fernandes Ribeiro, noto semplicemente come Bruno Ribeiro (Setúbal, 22 ottobre 1975), è un allenatore di calcio ed ex calciatore portoghese, di ruolo centrocampista.